# Canoparmelia concrescens
Canoparmelia concrescens är en lavart som först beskrevs av Vain., och fick sitt nu gällande namn av Elix & Hale. Canoparmelia concrescens ingår i släktet Canoparmelia och familjen Parmeliaceae.   Inga underarter finns listade i Catalogue of Life.